# 富润郡
富润郡（越南语：／）是越南胡志明市下辖的一个郡。面积5平方公里，2019年总人口163000人。

## 地理
富润郡东接平盛郡，西接新平郡，南接第一郡和第三郡，北接旧邑郡。

## 历史
1976年5月20日，西贡-嘉定市革命人民委员会重新划分富润郡下辖各坊为第一坊、第二坊、第三坊、第四坊、第五坊、第六坊、第七坊、第八坊、第九坊、第十坊、第十一坊、第十二坊、第十三坊、第十四坊、第十五坊、第十六坊、第十七坊17坊。
1976年7月2日，越南正式统一，西贡-嘉定市更名为胡志明市。富润郡随之划归胡志明市管辖。
1982年8月26日，第六坊并入第七坊，第十六坊并入第十五坊。
2020年12月9日，第十二坊并入第十一坊，第十四坊并入第十三坊。
2024年11月14日，越南国会常务委员会通过决议，自2025年1月1日起，第三坊并入第四坊，第十七坊并入第十五坊。

## 行政区划
富润郡下辖11坊，郡人民委员会位于第十一坊。
- 第一坊（Phường 1）
- 第二坊（Phường 2）
- 第四坊（Phường 4）
- 第五坊（Phường 5）
- 第七坊（Phường 7）
- 第八坊（Phường 8）
- 第九坊（Phường 9）
- 第十坊（Phường 10）
- 第十一坊（Phường 11）
- 第十三坊（Phường 13）
- 第十五坊（Phường 15）